# Pete Travis
Pete Travis é um diretor de cinema e televisão inglês, mais conhecido por trabalhar nas série Cold Feet e The Jury, e nos filmes Omagh, Vantage Point, Endgame e Dredd.

## Carreira
Travis era um assistente social antes de tornar-se diretor. Após fazer um curso de pós-graduação em cinema, ele comprou os direitos do conto "Faith", de Nick Hornby, por um valor de £ 12.000. Um produtor investiu a mesma quantia e o curta-metragem Faith estreou no dia 11 de novembro de 1997 no Festival de Cinema de Londres. Em entrevista ao The Guardian, Travis comentou seu curta: "Acho que o segredo para fazer um bom filme sobre futebol é não ter futebol nele [...] Futebol é muito sobre a paixão dos torcedores, e você não pode retratar isso mostrando onze caras correndo de um lado para o outro. Faith é mais sobre o espírito do futebol do que o esporte".
Após Faith, Travis digiriu um episódio da série de televisão The Bill. Seu segundo curta, uma adaptação do livro Bill's New Frock, de Anne Fine, venceu o prêmio de melhor curta-metragem ou vídeo no Festival Atlantic de Cinema de 1998. Em seguida, ele dirigiu episódios de Cold Feet e The Jury,  e as minisséries Other People's Children e Henry VIII.
Em 2003, Paul Greengrass enviou a Travis o roteiro Omagh, uma dramatização do ataque à bomba de Omagh que ele havia co-escrito com Guy Hibbert. O filme, produzido pela Channel 4 e Raidió Teilifís Éireann (RTE), estreou no Festival Internacional de Cinema de Toronto em 2004, vencendo o Prêmio Discovery. No ano seguinte, Omagh venceu o BAFTA de Melhor Drama Único, que Travis dividiu com os produtores.
Seu primeiro filme para o cinema, Vantage Point, estreou nos Estados Unidos em fevereiro de 2008 no primeiro lugar das bilheterias. O filme seguinte de Travis, Endgame, sobre o fim do apartheid na África do Sul, estreou em 2009 no Festival Sundance de Cinema. Em 2012, ele dirigiu seu terceiro filme, Dredd, uma adaptação do quadrinho Judge Dredd.